# Aleksandr Ogorodnikov
Aleksandr Vjačeslavovič Ogorodnikov (in russo Александр Вячеславович Огородников?; 8 settembre 1967) è un pallanuotista russo, vincitore di una medaglia di bronzo ai giochi olimpici di Barcellona 1992.